# Heathrow Express

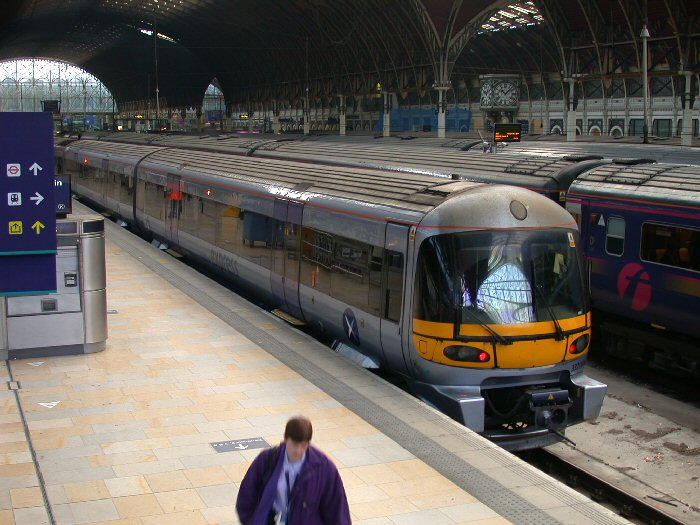
Vlak Heathrow Express ve stanici Paddington

Heathrow Express je systém železničního spojení letiště Heathrow a nádraží Paddington v centru Londýna provozovaný společností Heathrow Express Operating Authority – dceřiné firmy společnosti BAA. Tento systém není součástí National Rail i když v některých částech trasy používá její trať a konečná stanice je shodná s železniční stanicí.
Vlaky vyjíždějí každých 15 minut v době od 5:00 do 24:00. Na letišti Heathrow jsou dvě zastávky – Terminals 1,2,3 (doba jízdy do stanice Paddington asi 15 minut) a Terminal 4 (doba jízda asi 22 minut).
Systém byl uveden do provozu 23. června 1998 a používají se na něm elektrické vozy typu Class 332 vyrobené společností Siemens. Vlaky obsahují mnoho moderních vymožeností jako například monitory a možnost použití mobilních telefonů během jízdy, dokonce i v tunelech. Monitory se používají hlavně pro vysílání reklam.
Rychlost přepravy a komfort cestování se odráží i na ceně jízdného. V roce 2005 stála jízdenka pro jednu jízdu ve standardní třídě asi 14 £ a v první třídě asi 23 £. Ve srovnání s ostatní železniční dopravou je to několikanásobně vyšší cena. Vlaková jízdenka z Birminghamu na letiště Birmingham International Airport stojí 2,6 £ a cena za přepravu metrem na trase Piccadilly Line z centra 
Londýna na letiště Heathrow je menší než 4 £.
Další možnosti přepravy z letiště Heathrow do centra Londýna:
- Trasa metra Piccadilly Line z Heathrow do centra Londýna. Jednoduchá jízdenka stojí 3,80 £. Při použití Oyster card 3,50 £ v pracovních dnech mezi 7:00 až 18:30 a 2 £ v ostatní době.
- Taxi – běžná cena 40 –  60 £, doba jízdy 30 –  90 minut, v závislosti na vzdálenosti.
- Expresní autobus společnosti National Express. Běžná cena 6 £, doba jízdy 60 –  75 minut.
- Linkový autobus společnosti London Buses. Ačkoli běžné linky této společnosti nejezdí z letiště do centra Londýna, noční autobusová linka N9 jede z Heathrow na Trafalgarské náměstí. Cena jízdného je 1,2 £ a doba jízdy 65 minut.
- Heathrow Connect ze stanice Paddington do Hayes and Harlington a dále na stanici Heathrow Terminals 1,2,3.